# 尼夏湖
56°08′45″N 28°49′19″E / 56.14583°N 28.82194°E
尼夏湖（俄语：Нища），是俄羅斯的湖泊，位於該國西北部，由普斯科夫州負責管轄，處於謝別日區，面積8.2平方公里，集水區面積255.5平方公里，平均水深3米，最大水深7米。